# Sèvres Espace Loisirs
 (juillet 2013).
Si vous disposez d'ouvrages ou d'articles de référence ou si vous connaissez des sites web de qualité traitant du thème abordé ici, merci de compléter l'article en donnant les références utiles à sa vérifiabilité et en les liant à la section « Notes et références ».
Le SEL est une salle de spectacle située à Sèvres (Hauts-de-Seine).

## Origine
Cet ancien marché couvert avait été dans cette halle dont l’architecture est totalement inscrite dans la technique traditionnelle des pavillons dits Pavillon Baltard. L’acquisition des terrains, puis la construction commencèrent en 1878, et l’inauguration eut lieu en 1890. 
À l'issue de la Seconde Guerre mondiale, les activités de marché furent déplacées place Gallardon puis la halle devint une salle des fêtes et d’exposition, ainsi qu'un local pour les ateliers municipaux. 
Au début des années 1980, les ateliers municipaux sont déplacés en direction des quartiers des Bruyères et la halle devient un nouvel équipement culturel, le SEL (Sèvres Espace Loisirs) inauguré en 1984, sous la direction d'Alain Michaud. 

## Utilisation
Le lieu reçoit divers événements. Mais cette halle abrite surtout une école d'ateliers Théâtre créée en 1992, et l'école des enfants de la comédie crée en 1997, parrainée par Jacques Weber et Charlotte de Turckheim[source secondaire souhaitée], et dirigée par Karin Catala[source secondaire souhaitée].